# Aya Terakawa
Aya Terakawa (em japonês:  寺川綾 Terakawa Aya; Osaka, 12 de novembro de 1984) é uma nadadora japonesa que conquistou duas medalhas de bronze nos Jogos Olímpicos de Londres 2012.

## Carreira
Terakawa conquistou duas medalhas de bronze nos Jogos Olímpicos de 2012, uma na prova dos 100 metros costas e outra no revezamento 4x100 metros medley.